# Суперстар (албум)
Суперстар представља четврти, а уједно и први соло албум српског хип хоп музичара Расте који је објављен 2011. године. Албум садржи 17 песама, од којих је 6 на енглеском језику. Од гостију на албуму су београдски двојац G. I., KC Blaze из Нове Вароши и новосадски састав Унија. Са овог албума најпопуларније су песме Алкохол, Безобразна, 5 минута, Касно је... За неке од песама су снимљени и видео-спотови.
Суперстар је албум којим је Раста покушао да своју популарност прошири ван Балкана, на шта указује и чињеница да је трећина песама на енглеском језику. Ипак, то нарушавање конзистентности није дало великих резулатата, тако да је Раста након тога снимао само на матерњем језику.
Премда је албум издао Mascom Records, микс и мастер су рађени у Њујорку преко продукцијске куће Басивити. Све песме написао је Раста заједно са FDK-ом, колегом из групе Шоу програм, док је Цоби био задужен за аранжмане. Музика на албуму представља мешавину трепа, дабстепа и EDM-а, чинећи тако пионирски подухват и легитимизацију модерног денсхола у Србији.
Албум чини заокружена прича која почиње и завршава се песмама истог назива — Проклети 1 и 2, песимистичним нумерама које осликавају слику тренутног друштва, док се између њих налазе веселије песме које говоре о женама, алкохолу и новцу, мешајући се са песмама на енглеском језику.

## Песме
| Бр. | Назив песме                    | Трајање |
| --- | ------------------------------ | ------- |
| 1.  | Проклети                       | 01:43   |
| 2.  | Суперстар (ft. KC Blaze)               | 03:37   |
| 3.  | Алкохол                        | 03:38   |
| 4.  | Кишобран                       | 02:49   |
| 5.  |                                | 03:18   |
| 6.  |                                | 02:50   |
| 7.  |                                | 03:45   |
| 8.  | Безобразна                     | 03:55   |
| 9.  | Ортаци не могу (ft. G. I.)          | 03:32   |
| 10. |                                | 04:19   |
| 11. |                                | 03:27   |
| 12. |                                | 03:27   |
| 13. | Дуга деветка                   | 03:12   |
| 14. | Свуда лете                     | 02:35   |
| 15. | Касно је                       | 03:05   |
| 16. | 5 минута (Ди-џеј Синке, Унија) | 03:15   |
| 17. | Проклети 2                     | 02:35   |